# Монто (Кот-д’Ор)
Монто́ (фр. Montot) — коммуна во Франции, находится в регионе Бургундия. Департамент коммуны — Кот-д’Ор. Входит в состав кантона Сен-Жан-де-Лон. Округ коммуны — Бон.
Код INSEE коммуны — 21440.

## Население
Население коммуны на 2010 год составляло 196 человек.
| 1962 | 1968 | 1975 | 1982 | 1990 | 1999 | 2010 |
| ---- | ---- | ---- | ---- | ---- | ---- | ---- |
| 173  | 164  | 140  | 153  | 199  | 203  | 196  |

## Экономика
В 2010 году среди 140 человек трудоспособного возраста (15—64 лет) 102 были экономически активными, 38 — неактивными (показатель активности — 72,9 %, в 1999 году было 74,5 %). Из 102 активных жителей работали 92 человека (49 мужчин и 43 женщины), безработных было 10 (5 мужчин и 5 женщин). Среди 38 неактивных 9 человек были учениками или студентами, 18 — пенсионерами, 11 были неактивными по другим причинам.